# 皮爾磁
皮爾磁（德語：Pilz）是一家自动化技术企业，其产品包括传感、控制、网络、驱动技术，相關系統及軟體，以及机械安全相关的咨询、工程设计和培训等。

## 企业历史
Hermann Pilz于1948年在德国埃斯林根市成立该公司，致力于玻璃吹制业。他为后来独立创办中等规模的家族企业的成功奠定了基础。在60年代末发展之初及之后Peter Pilz的管理下，公司始终以超前的意识进行管理，旨在鼓励创新。
在当今自动化技术领域，研发和提高竞争力的结果造就了典型的Pilz式管理模式。 用这种方法，Pilz成功地发起了一次德国第一代可编程逻辑控制器的革新： 1974年在EUROPILZ系统（1969年研发）的基础上研发出的PC4K可编程逻辑控制器。
自1987年起，PNOZ安全继电器得到广泛应用。
PSS 控制系统得到Berufsgenossenschaft（雇主责任保险协会）批准，要追溯到20世纪90年代。
Pilz GmbH＆Co.KG是一个家族企业，由Pilz和Kunschert家族全资所有。2017年底，董事会主席Renate Pilz从公司管理层退休。自2018年以来，管理合伙人Susanne Kunschert与Thomas Pilz组建了管理层。

## 引用
1. ↑  Hannes Hesse, Florian Langenscheidt und Hartmut Rauen: The Best of German Engineering, ISBN  9783816306467, page 757
2. 1 2  .   [2013-07-28]. （原始内容存档于2013-11-09）.
3. ↑  Hannes Hesse, Florian Langenscheidt und Hartmut Rauen: The Best of German Engineering, ISBN  9783816306467, page 753
4. ↑  2013年度新闻发布会的背景信息[永久]
5. ↑  企业历史[永久]
6. ↑  .   [2013-07-28]. （原始内容存档于2013-11-09）.
7. ↑   (PDF).   [2013-07-28]. （原始内容存档 (PDF)于2013-09-22）.